# 키에티
키에티(이탈리아어: Chieti)는 이탈리아 아브루초주 키에티현에 있는 코무네이다. 키에티현의 현도이며 로마로부터 북동쪽으로 200 km 거리에 있다.

## 역사
키에티는 이탈리아의 옛 도시들 중에서도 오래된 도시이다. 전설에 따르면, 이곳은 그리스의 영웅 아킬레스가 기원전 1181년에 세웠다고 하며, 그의 어머니 테티스에게 경의를 표하기 위하여 테아테(그리스어: Θεάτη)(라틴어로는 Teate)라고 이름을 지었다. 테아테 마루키노룸(Theate Marrucinorum)이라고 불리던 키에티는 호전적인 마루키니인의 수도였다. 고대 그리스의 지리학자 스트라본에 의하면 테게아테(Θηγεάτη, Thegeate)라는 이름으로 아르카디아인들이 세웠다고 한다.
로마인들에게 패한 후, 마루키니인들은 로마의 충성스러운 동맹이 되었고 나중에 이 지역은 동맹시 전쟁이 끝나고 나서 로마로부터 지방 자치권을 부여받게 된다. 제정 시대에는 거주 인구가 무려 6만 명에 달했지만, 서로마 제국이 몰락하고 나서는 헤룰리족과 서고트족에 의하여 파괴되었다. 이후에는 랑고바르드 왕국의 휘하에 있는 가스타르드의 지배를 받았다.
키에티는 이탈리아 남부가 노르만족의 지배를 받는 동안 정치적·경제적 중요성을 회복하였고, 호엔슈타우펜 왕가, 앙주 왕가 그리고 아라곤 왕가의 지배 하에서도 그 중요성이 유지되었다. 반종교 개혁의 후원을 받은 경제적, 건축학적인 번영이 끝난 17세기에 들어서, 키에티는 1656년에 전염병으로 엄청난 피해를 입었다. 18세기에는 도시의 예술적 유적들을 남겨준 대학과 학교 등 교육 기관들이 설립되었다. 1806년에 키에티는 나폴레옹이 이끌던 프랑스 정부에 의하여 요새로 바뀌게 된다. 1860년에 이탈리아 왕국의 일부가 되었다.
제2차 세계 대전 중에는 로마와 같이 무방비 도시로 선언되어 폭격을 받지 않았고, 이로 인해 당시 키에티는 인근의 마을과 소도시들로부터 많은 난민들을 받아들였다. 연합군은 독일군이 떠난 지 하루 뒤인 1944년 6월 9일에 도시를 해방시켰다.

## 박물관
- 아브루초 "Villa Frigerii" 국립고고학박물관
- "코스탄티노 바르벨라(Costantino Barbella)" 예술관
- 생명의학박물관 (고병리학, 생고고학)
- "라 치비텔라(La Civitella)" 고고학박물관
- 테아티노 교구 박물관
- "팔라초 데 마이오(Palazzo de Mayo)" 예술관

## 교육
키에티 대학교(Università G. d'Annunzio - Chieti e Pescara)는 키에티와 페스카라를 연고로 하고 정원 35,000명의 학생들이 있으며 건축학, 철학, 교육, 외국어, 문학, 경영, 의학, 약학, 심리학, 자연과학, 사회과학, 스포츠 의학 등의 전공이 개설되어 있다..

## 인구
| 연도          | 인구   | ±%     |
| ------------- | ------ | ------ |
| 1861          | 19,586 | —      |
| 1871          | 24,762 | +26.4% |
| 1881          | 22,248 | −10.2% |
| 1901          | 26,343 | +18.4% |
| 1911          | 26,897 | +2.1%  |
| 1921          | 31,381 | +16.7% |
| 1931          | 33,905 | +8.0%  |
| 1936          | 30,266 | −10.7% |
| 1951          | 40,534 | +33.9% |
| 1961          | 47,792 | +17.9% |
| 1971          | 51,436 | +7.6%  |
| 1981          | 54,927 | +6.8%  |
| 1991          | 55,876 | +1.7%  |
| 2001          | 52,486 | −6.1%  |
| 2011          | 51,484 | −1.9%  |
| 2020          | 49,139 | −4.6%  |
| 2023          | 48,455 | −1.4%  |
| Source: ISTAT |        |        |

## 기후
| 키에티 대학교의 기후     | 키에티 대학교의 기후 | 키에티 대학교의 기후 | 키에티 대학교의 기후 | 키에티 대학교의 기후 | 키에티 대학교의 기후 | 키에티 대학교의 기후 | 키에티 대학교의 기후 | 키에티 대학교의 기후 | 키에티 대학교의 기후 | 키에티 대학교의 기후 | 키에티 대학교의 기후 | 키에티 대학교의 기후 | 키에티 대학교의 기후 |
| 월                       | 1월                  | 2월                  | 3월                  | 4월                  | 5월                  | 6월                  | 7월                  | 8월                  | 9월                  | 10월                 | 11월                 | 12월                 | 연간                 |
| ------------------------ | -------------------- | -------------------- | -------------------- | -------------------- | -------------------- | -------------------- | -------------------- | -------------------- | -------------------- | -------------------- | -------------------- | -------------------- | -------------------- |
| 역대 최고 기온 °C (°F)   | 21.6 (70.9)          | 26.5 (79.7)          | 27.8 (82.0)          | 29.3 (84.7)          | 35.1 (95.2)          | 37.5 (99.5)          | 39.3 (102.7)         | 41.7 (107.1)         | 37.9 (100.2)         | 28.9 (84.0)          | 27.6 (81.7)          | 24.8 (76.6)          | 41.7 (107.1)         |
| 일평균 최고 기온 °C (°F) | 11.6 (52.9)          | 12.3 (54.1)          | 15.7 (60.3)          | 19.6 (67.3)          | 23.9 (75.0)          | 28.4 (83.1)          | 31.6 (88.9)          | 31.8 (89.2)          | 27.1 (80.8)          | 20.9 (69.6)          | 16.8 (62.2)          | 12.8 (55.0)          | 21.0 (69.8)          |
| 일일 평균 기온 °C (°F)   | 7.8 (46.0)           | 8.1 (46.6)           | 11.2 (52.2)          | 14.8 (58.6)          | 18.7 (65.7)          | 22.9 (73.2)          | 26.0 (78.8)          | 25.8 (78.4)          | 21.9 (71.4)          | 16.4 (61.5)          | 12.8 (55.0)          | 8.7 (47.7)           | 16.2 (61.2)          |
| 일평균 최저 기온 °C (°F) | 4.0 (39.2)           | 4.0 (39.2)           | 6.7 (44.1)           | 10.0 (50.0)          | 13.6 (56.5)          | 17.5 (63.5)          | 20.3 (68.5)          | 19.8 (67.6)          | 16.7 (62.1)          | 12.0 (53.6)          | 8.8 (47.8)           | 4.7 (40.5)           | 11.5 (52.7)          |
| 역대 최저 기온 °C (°F)   | −1.5 (29.3)          | −3.9 (25.0)          | −2.7 (27.1)          | 0.9 (33.6)           | 6.3 (43.3)           | 9.3 (48.7)           | 13.4 (56.1)          | 11.5 (52.7)          | 7.9 (46.2)           | 3.1 (37.6)           | 0.4 (32.7)           | −5.3 (22.5)          | −5.3 (22.5)          |
| 평균 강수량 mm (인치)    | 49.3 (1.94)          | 47.5 (1.87)          | 51.0 (2.01)          | 49.9 (1.96)          | 47.6 (1.87)          | 43.9 (1.73)          | 51.8 (2.04)          | 12.6 (0.50)          | 76.7 (3.02)          | 59.4 (2.34)          | 80.8 (3.18)          | 61.5 (2.42)          | 632.0 (24.88)        |
| 평균 강수일수 (≥ 1.0 mm) | 8.3                  | 8.8                  | 7.8                  | 7.2                  | 7.6                  | 4.4                  | 3.6                  | 2.8                  | 6.2                  | 7.6                  | 8.0                  | 8.0                  | 80.3                 |
| 평균 상대 습도 (%)       | 78.4                 | 72.8                 | 69.9                 | 70.1                 | 65.6                 | 64.1                 | 59.5                 | 61.6                 | 69.2                 | 78.5                 | 79.5                 | 73.2                 | 70.2                 |
| 출처: Chieti Meteo       |                      |                      |                      |                      |                      |                      |                      |                      |                      |                      |                      |                      |                      |

## 유명 인물
- 가이우스 아시니우스 폴리오 (75 BC / AD 4) - 로마의 군인, 정치인, 웅변가, 시인, 극작가, 문학 평론가 이자 역사가
- 세베리노 디 조반니 - 1922년에 아르헨티나로 망명한 무정부주의자
- 페르디난도 갈리아니 - 경제학자
- 세르조 마르키온네 - 사업가이자 피아트와 크라이슬러의 경영자
- 알레산드로 발리냐노 - 극동지역에 기독교를 알리는데 공헌을 한 예수회 선교사
- 피에를루이지 차파코스타 - 로지텍의 공동 설립자, 노벤티와의 사업 파트너, 시에라사이언스의 회장